# THE MERCENARIES
「THE MERCENARIES」（ザ・マーセナリーズ）とは、バイオハザードシリーズのおまけミニゲームおよびスピンオフタイトル。
『バイオハザード3』『4』『5』『6』各作品のクリア後に登場するほか、iOS用ソフト『バイオハザード マーセナリーズVS.』、ニンテンドー3DS用ソフト『バイオハザード ザ・マーセナリーズ 3D』がある。
登場キャラクターは本編では使用できない者を含め多岐に渡る。また、過去の作品から見た目などがそのままでゲスト出演する場合もある。他のバイオハザードシリーズにも、クリア後に登場するおまけミニゲームは存在するが、ミニゲーム名が「THE MERCENARIES」ではない。

## バイオハザード3
この作品での正式名称は「THE MERCENARIES OPERATION MAD JACKAL」となっている。
読み方は4以降の「ザ・マーセナリーズ」と異なり、「ザ・マーシナリーズ」。

### 登場キャラクター
- カルロス・オリヴェイラ
- ニコライ・ジノビエフ
- ミハイル・ヴィクトール

### ルール
制限時間内にスタートからゴールに着くことが目的。道中クリーチャーを排除したり、特定のポイントに居る生存者を救助すると、制限時間やクリア時の報酬額が増加する。入手した報酬は、本編で使用できる武器の購入に使用する。

## バイオハザード4

### 登場キャラクター
- レオン・S・ケネディ
- エイダ・ウォン
- ジャック・クラウザー
- ハンク
- アルバート・ウェスカー

### ルール
制限時間内に多くの敵を倒してポイントを稼ぐルールとなっている。ステージ中に砂時計の形をしたアイテムがあり、それを拾うと制限時間を延ばすことができる。現れる敵は各種ガナードのほかステージごとに特定の特殊クリーチャーがいる。

### ステージ
ステージは全部で4種類あり、基本は本編に登場したステージをモチーフとしているが、一部ゲーム内にないオリジナルステージも存在している。
STAGE1 村の広場
村の中央広場。本編やthe another orderでは入れなかった古屋に入れたりなど若干の違いはある。4ステージ中、一番建物が多いステージで登場するガナードは村人。特殊敵は二体同時に襲いかかるチェーンソー姉妹。高得点でエイダ･本モード限定コスチュームが開放。
STAGE2 古城外壁の上部
本編のチャプター3-1の投石器が配置された古城の外壁が舞台。村とは違い本モード限定の階段や狭い通路が多く、地形を利用した戦闘法が必須。登場するガナードは邪教徒。特殊敵はガラドール。高得点でクラウザーが開放。
STAGE3 孤島
本編のチャプター5-4の序盤の砦とよく似た地形をしているが、マーセナリーズ用に大幅にデザインが変わったエリアとなっている。ロープを使って見張り台の反対側に移動できる。登場するガナードは戦闘員。特殊敵はガトリング男。高得点でハンクが開放。
STAGE4 港
本編には存在しないオリジナルのステージ。全ステージ中、一番単純な作りになっている。登場するガナードは3と同じく戦闘員だが、本モード専用の巨大チェーンソー男が現れる。高得点でウェスカーが開放。

## バイオハザード5
次世代機種版では「THE MERCENARIES UNITED」という名称になっており、オルタナティブエディションの「THE MERCENARIES REUNION」と一緒になったものとなる。
因みに「UNITED」は最初から全キャラクターを選択可能。

### 登場キャラクター
- クリス・レッドフィールド
- シェバ・アローマ
- ジル・バレンタイン
- アルバート・ウェスカー

### ルール
各キャラクターに複数のコスチュームが設定されており、それによって所持している装備が異なる。基本的なルールは「4」の時と同じだが敵の出現数に制限があり、全滅させると制限時間前でもゲームが終了し、残り時間がボーナスとしてポイントに加算される。
また、敵に止めを刺すときに武器ではなく体術で倒すと1体に付き5秒加算される。「4」のマーセでは鶏を倒しても得点は加算されなかったが5では鶏も敵の数に入るため（ステージによっては2匹いる）早々に発見＆処理が鍵になってくる。
今作では1人プレイと2プレイで若干ルール等が変わる。具体的には瀕死時の対処法の違い（1人プレイだとボタン連打で復帰）やゲーム終了後のスコアによるランク基準が変わってくる。

### ステージ
ステージは全部で8種類あり、基本は本編に登場したステージをモチーフとしているが、一部ゲーム内にないオリジナルステージも存在している。
集会場
1-1後半の集会場をモデルにしたステージ。強敵などは出現せず、マーセナリーズ初心者向けステージとなっている。特殊敵は巨漢マジニと処刑マジニ。
鉱山
2-2中盤の鉱山洞窟地帯と広場を中心としたステージ。洞窟内では暗く迷いやすい。また、広場では上からダイナマイトマジニによる攻撃が降り注ぐ。特殊敵は巨漢マジニとリーパー。
集落
3-1後半の原住民が暮らす集落をモデルとしたステージ。本編では原住民が使っていた罠を使用することもできる。特殊敵は巨人マジニ。
古代遺跡
4-2前半の遺跡をモデルとしたステージ。本編では即死となるレーザーは飛んでこないものの、ステージは広い上に入り組んでいる。特殊敵は巨人マジニ。
実験施設
本編未登場のオリジナルステージ。5階建ての入り組んだステージ。武装マジニのロケットランチャー攻撃も飛んでくる。特殊敵はリッカーβ。
ミサイル施設
5-2中盤がモデル。高低差が多く、即死となるコンベアエリアもある難易度の高いステージ。特殊敵はガトリングマジニ。
船首甲板
6-1前半がモデル、多くのコンテナが積まれた複雑なステージ。特殊敵はチェーンソーマジニ。
監獄
オリジナルステージ。火山が見えることから6-3の火口と思われる。火口に作られた監獄ステージ。全フィールド最大の広さと複雑さを擁する。特殊敵は巨漢マジニ、処刑マジニ、処刑マジニ（赤）。

## バイオハザード5 オルタナティブエディション
正式名称は「THE MERCENARIES REUNION」で、「5」の「THE MERCENARIES」とは別に出現する。

### 登場キャラクター
- クリス・レッドフィールド
- シェバ・アローマ
- バリー・バートン
- レベッカ・チェンバース
- エクセラ・ギオネ
- ジョッシュ・ストーン

### ルール
「5」と全く同じ。クリスとシェバについては新たなコスチュームとなっている。
ステージも8種類と変わらないが一部のステージを除きタイムボーナスと鶏の出現位置、あるステージでの武器・弾薬の配置変更、敵の種類の変更やその出現するタイミング等が変更されている。「5」のマーセナリーズと同じくオフラインでの2人プレイやオンでの同時プレイも健在。また、キャラの組み合わせによって体術に変化が出るためキャラ選択もより重要になった。

## バイオハザード6
クリア特典として出てくる他のシリーズとは異なり、最初からプレイできる。ただし最初から遊べるステージは「ターチィ メインストリート」のみであり、他のステージはシナリオをクリアすることやダウンロードコンテンツの購入によって追加される。次世代機種版では、DLCがすべて入っているため最初から全ステージが選択できる。

### 登場キャラクター
- レオン・S・ケネディ
- クリス・レッドフィールド
- ジェイク・ミューラー
- エイダ・ウォン
- ヘレナ・ハーパー
- ピアーズ・ニヴァンス
- シェリー・バーキン
- エージェント（2012年12月18日のアップデートにて追加）
- カーラ・ラダメス

### ルール
基本的に「5」と同じだが、体術で敵に止めを刺すと1体に付きタイムが5秒加算されるルールに加えて、フィニッシュブローで止めを指すと7秒、カウンターで止めを指すと10秒加算されるようになったため、体術の使い方がより重要になっている。さらに操作方法が一新（詳しくは『バイオハザード6』の項目を参照。）により、体術を含むフィジカルコンバットゲージを使用したアクションや武器のモード切り替えなどの本作独自のシステムにより、幅広い戦術が求められる。なお、最初から使用できるキャラクターは、レオン、クリス、ジェイクの3名。エイダ編をクリアすることでエイダが使用できるようになり、エージェント以外の他のキャラクターやコスチュームはそれぞれ条件を満たすことで使用可能になる。

## バイオハザード ヴィレッジ
本編クリア後に「EXTRA CONTENT SHOP」でポイントと交換することで解放される。使用できるキャラクターはイーサンのみだが、後述するゴールドエディションでは、クリスやオルチーナ・ドミトレスク等が操作キャラクターに加わる。

### 登場キャラクター
- イーサン・ウィンターズ

### ルール
4以降とは異なり、本作では制限時間内に各フロアのゴールを目指し、最終フロアをクリアした時点でのスコアによってランクが決まる。また、各フロア開始前にデュークとアイテムの売買ができる。

## バイオハザード ヴィレッジ ゴールドエディション
正式名称は「THE MERCENARIES Additional Orders」。細かい仕様が変更されるとともにステージが2つ、さらにキャラクターが3人追加された。初期から使えるキャラクターはイーサンとクリスで、ドミトレスクとハイゼンベルクは特定の条件を満たすことで使用可能になる。

### 登場キャラクター
- イーサン・ウィンターズ
- クリス・レッドフィールド
- オルチーナ・ドミトレスク
- カール・ハイゼンベルク

## 類似のミニゲーム
Battle Game（「バイオハザード」）
「1」のセガサターン版に収録された本編とは無関係のミニゲーム。使用可能な登場人物はクリス、ジル。
Extreme Battle（「バイオハザード2」）
「2」のデュアルショック版に収録された本編とは無関係のミニゲーム。使用可能な登場人物はレオン、クレア、エイダ、そして『1』のクリス。特定条件を満たせばプレイできるようになる。 ゲームの目的は研究所からR.P.D.へ向かい、署内に配置された4つの対ウイルス爆弾を回収すること（4つ回収した時点でクリアとなる）。3段階の難易度（レベル）でプレイできるが、レベルが高いほどG第4形態などの強敵が多数配置される上、レベル3ではクリーチャーの体力や攻撃力が激増する（G第4形態を完全に倒すには、ロケットランチャー複数回分の攻撃が必要）。各種アイテムやクリーチャーの配置はランダム。プレイヤー選択画面などのシステムは「3」の「THE MERCENARIES OPERATION MAD JACKAL」に引き継がれている。
The 4th Survivor/The 豆腐 Survivor（「バイオハザード2」）
「2」の本編において特定条件を満たすと出現する隠しシナリオ。前者はハンクによるG-ウィルス奪取後の逃避行が描かれており、下水道からクリーチャーであふれかえる警察署を通過し、回収ヘリの待機する屋上まで到達するのが目的。後者のものはプレイヤーが「豆腐」となり、前者同様に屋上を目指す。歩くたびに独特の効果音が鳴ったり、関西弁を話したりするなどユーモアの要素を含んだミニゲームとなっているが、所持しているアイテムはナイフのみと、高難易度になっている。
Battle Game（「バイオハザード CODE:Veronica」）
本編をクリアすることでタイトル画面に解放されるミニゲーム。複数のプレイヤーキャラを選択し、ランダムにつながった部屋を回りながらクリーチャーを殲滅するのが目的である。ゲーム開始時には一人称視点モードか三人称視点モードか選択が可能。「OB2」のミニゲーム対峙・殲滅のベースとなっており、敵クリーチャーを殲滅すると最後の部屋でキャラごとに異なったボスクリーチャーと戦闘になる。各キャラクターごとに初期装備のアイテムが異なり、重火器に関しては弾薬が無制限である。このためにエリア内には武器・弾薬がなく、回復アイテムのみが配置されている。
対峙/殲滅（「バイオハザード アウトブレイク FILE2」）
特定条件を満たすことでプレイ可能なミニゲーム。それぞれ1から3までモードが存在する。「対峙」では本編で登場したボスクリーチャーたちをひたすら倒していくのが目的。「対峙1」では「OB」のボスクリーチャーが出現し、「対峙2」では「OB2」のボスクリーチャー、「対峙3」では前述の2つのモードに登場したクリーチャー+オリジナルのボスクリーチャーが用意されている。「殲滅」はランダムに繋がった本編中の各部屋を回ってボス以外の敵クリーチャーを全滅させるミニゲーム。
RAID MODE（「バイオハザード リベレーションズ」「バイオハザード リベレーションズ2）
敵を倒しながらゴールを目指すゲームモード。キャンペーンや本モードを進めることで新たなステージやキャラクターが解禁されていく。敵のHPが表示されている、攻撃力や移動速度が強化された敵が登場する、武器の購入やカスタマイズ要素など、アクション面に特化しておりシリーズでも異色のゲームモードになっている。
エージェントハント（「バイオハザード6」）
クリーチャーを操作して他のプレイヤーがプレイするゲームに侵入するオンライン専用モード。いずれかのシナリオをクリア後に開放される。プレイヤーの撃破が目的。クリーチャーはプレイヤーよりも弱いが、プレイヤーがエリア移動するまで何度でも復活可能。
ナイトメア（「バイオハザード7 レジデント イービル」）
地下室に閉じ込められた男性クランシーを操作し、次々と迫り来る敵を攻略するモード。全クリーチャーもしくは特殊敵ジャックを撃破していき最大5チャプターに分けられたステージを突破していく。武器を始めとする物資やスキルは全てマネーに該当するスクラップで作成していく。敗北してもプレイ結果で溜まるスコア合計で開始時スクラップの加算や新たな作成メニューの開放がされ、更なる高得点を目指せる。
スコアアタックとしては展開が本編のストーリーとリンクしている珍しい構成となっている。